# ミカエル・アンデルソン
ミカエル・ネヴィル・アンデルソン（Mikael Neville Anderson, 1998年7月1日 - ）は、アイスランド出身のプロサッカー選手。アイスランド代表。オーフスGF所属。ポジションはミッドフィールダー、フォワード。

## 経歴

### クラブ
オーフスの下部組織からミッティランへと移り、14歳のときにはアストン・ヴィラのトライアルに招かれたことがある。
19歳以下のチームで活躍した2015-16シーズン、ミカエルを含む8選手がトップチームに昇格した。2016年8月、ミッティランから5年契約を提示されたが、ミカエルはその契約を望まなかった。「折り合えない問題が何なのかは言いたくないが、クラブが僕の要求に応えてくれないのであれば、移籍することも考えている」と明かしていたが、10月には契約を交わした。膝の負傷で6か月離脱していたが、11月に復帰。12月1日、デンマーク・スーペルリーガのシルケボー戦で途中出場し、プロデビュー。
2017年8月31日、デンマーク・ファーストディビジョンのヴェンシュセルに期限つきで移籍。リーグ戦18試合に出場し、5ゴール1アシストを記録し、クラブ史上初となるスーペルリーガ昇格に貢献した。
2018年7月2日、エールディヴィジのエクセルシオールに期限つきで移籍。
2019-20シーズン、ミッティランに復帰し、スーペルリーガ開幕戦のエスビャウ戦のメンバーに入った。ベンチからのスタートであったが、85分に交代出場すると決勝点となるゴールを挙げ、1-0で勝利した。
2021年9月1日、かつて下部組織に所属していたオーフスへの移籍が発表された。

### 代表
アイスランド、デンマーク両方の世代別代表でプレイし、2017年9月、A代表はアイスランドを選択することを決断した。
12月15日、翌年1月に行われるインドネシアとの親善試合に向けたアイスランド代表に初招集された。2021年6月4日、フェロー諸島との親善試合でA代表初ゴールを挙げた。

## 人物
アイスランド人の母親とジャマイカ人の父親のもと、レイキャヴィークに生まれた。11歳からはデンマークで育っているため、デンマーク国籍も有している。

## 個人成績

### クラブ
| 国内大会個人成績 | 国内大会個人成績 | 国内大会個人成績 | 国内大会個人成績 | 国内大会個人成績 | 国内大会個人成績 | 国内大会個人成績 | 国内大会個人成績 | 国内大会個人成績 | 国内大会個人成績 | 国内大会個人成績 | 国内大会個人成績 |
| 年度             | クラブ           | 背番号           | リーグ           | リーグ戦         | リーグ戦         | リーグ杯         | リーグ杯         | オープン杯       | オープン杯       | 期間通算         | 期間通算         |
| 年度             | クラブ           | 背番号           | リーグ           | 出場             | 得点             | 出場             | 得点             | 出場             | 得点             | 出場             | 得点             |
| デンマーク       | デンマーク       | デンマーク       | デンマーク       | リーグ戦         | リーグ戦         | リーグ杯         | リーグ杯         | オープン杯       | オープン杯       | 期間通算         | 期間通算         |
| ---------------- | ---------------- | ---------------- | ---------------- | ---------------- | ---------------- | ---------------- | ---------------- | ---------------- | ---------------- | ---------------- | ---------------- |
| 2016-17          | ミッティラン     | 34               | スーペルリーガ   | 2                | 0                | -                | -                | 1                | 0                | 3                | 0                |
| 2017-18          | ヴェンシュセル   | 19               | ファースト       | 18               | 5                | -                | -                | 1                | 0                | 19               | 5                |
| オランダ         | オランダ         | オランダ         | オランダ         | リーグ戦         | リーグ戦         | リーグ杯         | リーグ杯         | KNVBカップ       | KNVBカップ       | 期間通算         | 期間通算         |
| 2018-19          | エクセルシオール | 19               | エールディヴィジ | 17               | 1                | -                | -                | 0                | 0                | 17               | 1                |
| デンマーク       | デンマーク       | デンマーク       | デンマーク       | リーグ戦         | リーグ戦         | リーグ杯         | リーグ杯         | オープン杯       | オープン杯       | 期間通算         | 期間通算         |
| 2019-20          | ミッティラン     | 34               | スーペルリーガ   | 31               | 4                | -                | -                | 0                | 0                | 31               | 4                |
| 2020-21          | ミッティラン     | 34               | スーペルリーガ   | 26               | 1                | -                | -                | 5                | 0                | 31               | 1                |
| 2021-22          | オーフス         | 8                | スーペルリーガ   | 20               | 5                | -                | -                | 1                | 0                | 21               | 5                |
| 2022-23          | オーフス         | 8                | スーペルリーガ   |                  |                  | -                | -                |                  |                  |                  |                  |
| 通算             | デンマーク       | デンマーク       | スーペルリーガ   | 79               | 10               | -                | -                | 7                | 0                | 86               | 10               |
| 通算             | デンマーク       | デンマーク       | ファースト       | 18               | 5                | -                | -                | 1                | 0                | 19               | 5                |
| 通算             | オランダ         | オランダ         | エールディヴィジ | 17               | 1                | -                | -                | 0                | 0                | 17               | 1                |
| 総通算           | 総通算           | 総通算           | 総通算           | 114              | 16               | 0                | 0                | 8                | 0                | 122              | 16               |

### 代表
| アイスランド代表 | 国際Aマッチ | 国際Aマッチ |
| 年               | 出場        | 得点        |
| ---------------- | ----------- | ----------- |
| 2018             | 0           | 0           |
| 2019             | 2           | 0           |
| 2020             | 3           | 0           |
| 2021             | 4           | 1           |
| 2022             | 5           | 1           |
| 通算             | 14          | 2           |

#### ゴール
| #  | 年月日        | 開催地                                | 対戦国       | 勝敗 | 試合概要                               |
| -- | ------------- | ------------------------------------- | ------------ | ---- | -------------------------------------- |
| 1. | 2021年6月4日  | トースヴェリュール（ フェロー諸島）   | フェロー諸島 | ○1-0 | 親善試合                               |
| 2. | 2022年9月27日 | アレーナ・コムバターレ（ アルバニア） | アルバニア   | △1-1 | UEFAネーションズリーグ2022-23・リーグB |